# Franco Giorgetti
Francesco Carlo Rodolfo Giorgetti, noto come Franco Giorgetti (Varese, 13 ottobre 1902 – Bovisio Masciago, 18 marzo 1983), è stato un pistard e ciclista su strada italiano.
Fu campione olimpico dell'inseguimento a squadre nel 1920 ad Anversa; passato professionista, vinse quattordici Sei giorni negli Stati Uniti.

## Carriera
All'età di sei anni si trasferì con la famiglia a Bovisio Masciago dove il padre lavorava come tipografo. La sua carriera sportiva di corridore incominciò al Velodromo Sempione a Milano. Appena diciottenne fu titolare nella squadra azzurra nei Giochi olimpici di Anversa, e fu uno degli artefici della vittoria ottenuta dal quartetto italiano nell'inseguimento.
Diventò professionista a diciannove anni, nel 1921, anno in cui, su strada, si aggiudicò il Tour du Lac Léman e si classificò terzo al Giro di Romagna. Nel 1921 e 1922 fu quindi campione italiano della velocità professionisti. In quegli anni debuttò anche in America: disputò la sua prima Sei giorni al Madison Square Garden di New York piazzandosi al quarto posto.

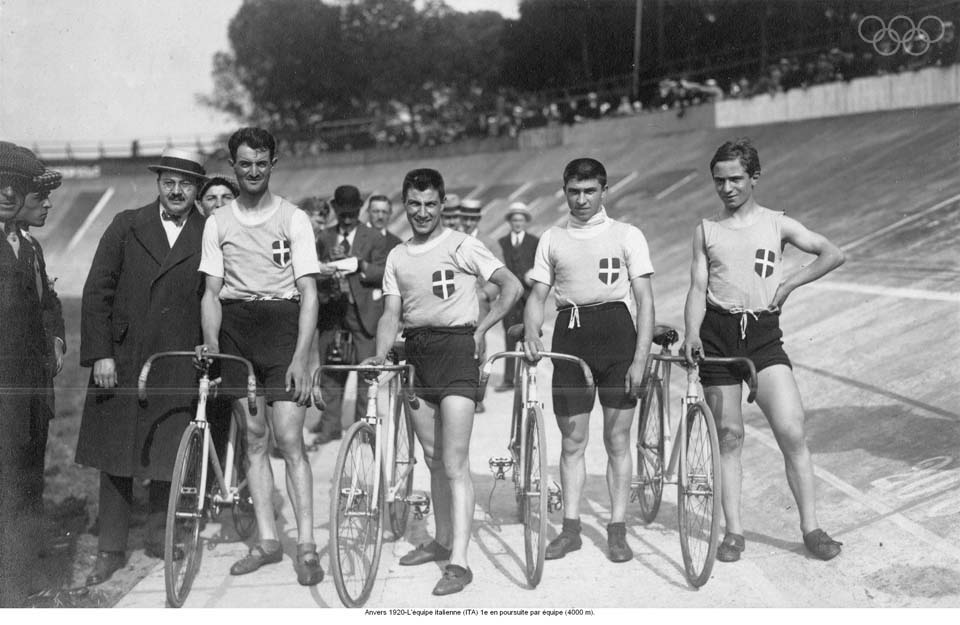
La squadra italiana vincitrice dell'oro nell'inseguimento a squadre ai Giochi di Anversa

Nel 1924, dopo aver collezionato successi in varie gare di velocità e dietro motori sulle piste europee, riattraversò l'Atlantico e per anni fece il pendolare tra l'America e l'Europa fino a quando, nel 1926, vinse la sua prima Sei giorni, proprio a New York. Dopo questo successo riuscì ad aggiudicarsi altre tredici vittorie sulle piste americane di Chicago, Buffalo, Atlantic City, ma soprattutto a New York.
Fu cinque volte Campione d'America degli stayers (1927, 1928, 1929, 1930 e 1934) ma non vinse mai il Campionato mondiale in quella specialità. Nel 1933 dovette accontentarsi della medaglia d'argento perché una clamorosa "pastetta" favorì la vittoria del francese Charles Lacquehay. Vinse però due titoli italiani stayers nel 1933 a Pordenone e nel 1941 a Milano.
Il 27 ottobre 1938 fu insignito con l'onorificenza a Cavaliere della Corona d'Italia per meriti sportivi conferitagli dal re Vittorio Emanuele III e firmata da Mussolini e Starace. La sua carriera agonistica terminò nel 1948 a Washington con la disputa della sua ultima Sei giorni. Dopo il ritiro scrisse diversi articoli su La Domenica Sportiva.
Morì a Bovisio Masciago il 18 marzo 1983. Il Comune di Bovisio Masciago, nel 1998, gli ha dedicato una piazza e un monumento posto nell'area del Centro Sportivo.

## Palmarès

### Pista
- 1920 (dilettanti)

Giochi olimpici, Inseguimento a squadre (con Primo Magnani, Arnaldo Carli e Ruggerio Ferrario)
- 1926

Sei giorni di New York #1 (con Reginald McNamara)
- 1927

Sei giorni di Chicago #1 (con Carl Stockholm)
Sei giorni di Chicago #2 (con Robert Walthour)
Sei giorni di New York #1 (con Reginald McNamara)
- 1928

Sei giorni di New York #1 (con Gerard Debaets)
Sei giorni di New York #2 (con Fred Spencer)
- 1929

Sei giorni di Chicago #1 (con Franz Dülberg)
Sei giorni di New York #1 (con Gerard Debaets)
Sei giorni di New York #2 (con Gerard Debaets)
- 1930

Sei giorni di New York #2 (con Paul Broccardo)
- 1932

Sei giorni di Atlantic City (con William Peden)
- 1935

Sei giorni di New York #1 (con Alfred Letourneur)
Sei giorni di Chicago #1 (con Alfred Letourneur)
Sei giorni di Buffalo #1 (con Alfred Letourneur)

### Strada
- 1921 (Legnano-Pirelli, una vittoria)

Tour du Lac Léman
- 1922 (Legnano-Pirelli, una vittoria)

Coppa d'Inverno

## Piazzamenti

### Classiche monumento
- Milano-Sanremo

1922: 9º

### Competizioni mondiali
- Campionati del mondo su pista

Parigi 1933 - Mezzo fondo: 2º
- Giochi olimpici

Anversa 1920 - Inseguimento a squadre: vincitore
Anversa 1920 - Velocità: secondo turno
Anversa 1920 - 50 km: 6º